# Otiophora leucotypa
Otiophora leucotypa is een vlinder van de familie van de grasmotten (Crambidae). De wetenschappelijke naam van deze soort is voor het eerst voorgesteld als Pionea leucotypa door Oswald Bertram Lower in een publicatie uit 1903.
De soort komt voor in Australië.